# Symploce ruficollis
Symploce ruficollis es una especie de cucaracha del género Symploce, familia Ectobiidae.

## Distribución
Esta especie se encuentra en Puerto Rico, Estados Unidos e Islas Vírgenes.